# Saracura-lisa
Saracura-lisa ou frango-d'água-liso (Amaurolimnas concolor) é uma espécie de ave da família Rallidae. É a única espécie do género Amaurolimnas.
Pode ser encontrada nos seguintes países: Belize, Bolívia, Brasil, Ilhas Cayman, Colômbia, Costa Rica, Equador, Guiana Francesa, Guatemala, Guiana, Honduras, México, Nicarágua, Panamá, Peru, Porto Rico, Venezuela e possivelmente em Jamaica.
Os seus habitats naturais são: florestas subtropicais ou tropicais húmidas de baixa altitude, pântanos subtropicais ou tropicais e florestas secundárias altamente degradadas.

## Subespécies
São reconhecidas três subespécies:
Amaurolimnas concolor concolor (Gosse, 1847) - extinta; ocorria na Jamaica.
Amaurolimnas concolor guatemalensis (Lawrence, 1863) - do sul do México ao Equador.
Amaurolimnas concolor castaneus (Pucheran, 1851) - da Venezuela às Guianas, Brasil, Peru e Bolívia.